# Nuša Derenda

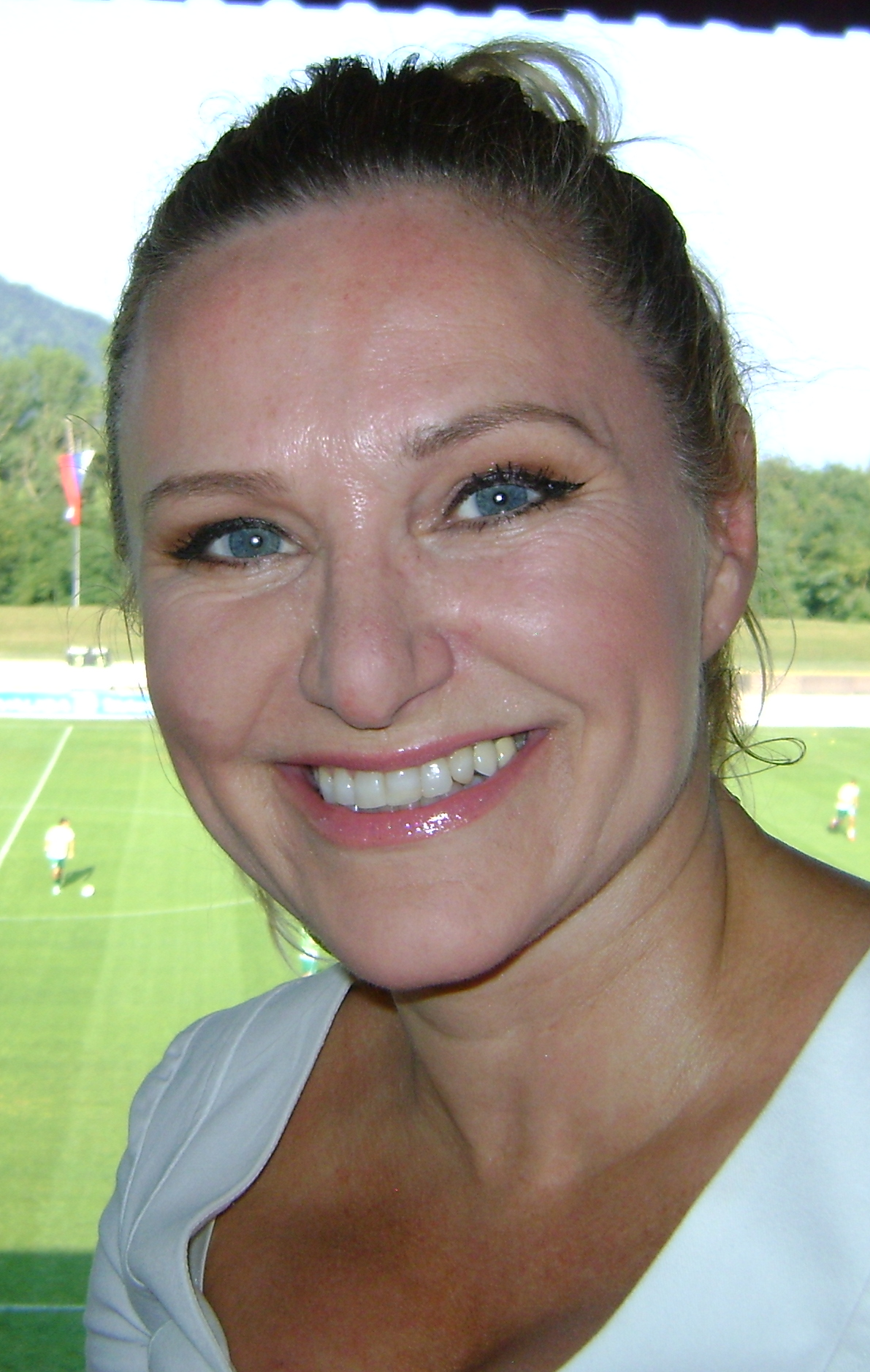
Nuša Derenda (2015)

Nuša Derenda (* 30. März 1969 in Brežice als Anuška Žnideršič) ist eine slowenische Popsängerin.

## Leben und Wirken
Schon in Kindertagen war Anuška Žnideršič als Sängerin oder Akkordeon-Spielerin aktiv. Sie war in mehreren Unterhaltungsbands, in denen sie in ganz Slowenien und im Ausland auftrat, zusätzlich nahm sie erfolgreich an diversen Musik-Wettbewerben in ihrer Heimat teil. 1999 erschien ihr Debütalbum.
Sie wurde ausgewählt, ihr Land beim Eurovision Song Contest 2001 in Kopenhagen mit dem Popsong Energy zu vertreten. Sie erreichte dort den siebten Platz.

## Diskografie
Alben
- 1999: Vzemi Me Veter
- 2000: Ni Mi Žal
- 2002: Na Štiri Oči
- 2004: Moj Svet
- 2008: Prestiž
- 2013: Za Stare Čase